# Arang and the Magistrate
Arang and the Magistrate (em coreano:  아랑사또전, Arangsatojeon) é uma série de televisão sul-coreana exibida pela MBC de 15 de agosto a 18 de outubro de 2012. É estrelada por Lee Jun Ki, Shin Min-a e Yeon Woo-jin.

## Enredo
Um nobre chamado Kim Eun-oh (Lee Jun Ki) vem para a cidade à procura de sua mãe depois de ouvir um boato de que ela está hospedada na aldeia de Miryang. Ele tem a habilidade especial de ver espíritos, mas finge que não, porque fica irritado quando os espíritos vêm até ele pedindo um favor.
Arang (Shin Min-ah) perdeu todas as suas memórias, quando ela se tornou um fantasma e é incapaz de descansar em paz até descobrir como ela acabou morta. No entanto, depois de aparecer a três magistrados, nenhum deles sobreviveu ao medo de vê-la. Quando ela descobre que Eun-oh é capaz de vê-la, ela implora por sua ajuda.
Na primeira tentativa, Eun-oh rejeita o pedido dela. No entanto, ele muda de ideia após ver que Arang está de posse do hairpin que ele deu a sua mãe em sua última reunião. Ele acredita que se ele ajuda-la, Arang vai recuperar suas memórias e dar-lhe informações sobre sua mãe. Ele exasperada (então carinhosamente) a apelida de "Amnésia" e como a cidade está recém-instalados magistrado, ele junta-se com ela para investigar as circunstâncias de sua morte, que pode envolver o nobre misterioso Joo-wal e têm ramificações sobrenaturais.

## Elenco
- Lee Jun Ki - Kim Eun-oh
- Shin Min-a - Arang/Lee Seo-rim
- Yeon Woo-jin - Joo-wal
- Hwang Bo-ra - Bang-wool, xamã
- Kwon Oh-joong - Dol-swe, servo de Eun-oh
- Han Jung-soo - Mu-young, cabeça fantasma ceifeiro
- Kang Moon-young - Lady Seo, mãe de Eun-oh
- Kim Yong-gun - Senhor Choi
- Yoo Seung-ho - Imperador de Jade, o Rei do Céu
- Park Joon-gyu - Yama, Rei do Submundo
- Kim Kwang-gyu - Lee Bang
- Lee Sang-hoon - Hyung Bang
- Min Sung-wook - Ye Bang
- Kim Min-jae - Geo Deol
- Song Jae-ryong - Kim Seo-bang
- Noh Hee-ji - fada celeste
- Lee Yong-yi - governanta de Lee Seo-rim
- Im Joo-eun - Mu-yeon
- Yoon Joo-sang - Lord Kim, Eun-oh's father
- Yoon Do-hyun - former magistrate of Miryang (camafeu, ep 1)
- Jung Soo-young - Bang-wool's client (camafeu, ep 1)
- Im Hyun-shik - fantasma (camafeu, ep 2)
- Jeong Bo-seok - professor (camafeu, ep 14)
- Lee Sung-min - porteiro (camafeu, ep 20)

## Exibição
- MBC (emissora original)
- BS Japan
- Television Broadcasts Limited
- Xing Kong
- ETTV
- GMA Network

## Fundo
O drama é baseado no folclore famoso, como a maioria das histórias de fantasmas são: Durante a era Joseon, na cidade de Miryang, Arang era a pura, filha, bonito bom coração de um magistrado. Ela cresceu sem mãe e foi criado por um guarda perverso que conspiraram para tê-la estuprado e arruinado por um servo, Baekga. Ele atacou e ela resistiu, então ele esfaqueou e matou-a, e deixou seu corpo para apodrecer na floresta. Seu pai, o magistrado, apenas acreditava que ela dishonorably fugiu com um homem e por isso renunciou a seu cargo envolto em vergonha. Assim diz a lenda que toda vez que um novo magistrado trata de Miryang para ocupar o cargo, o fantasma vingativo Arang mostra-se a dizer-lhe a sua história e ele foge de terror. Mas um dia um novo magistrado vem para a cidade - um jovem com o nome de Lee Sang-sa. Arang aparece para ele como qualquer outro magistrado antes dele, mas este homem não fugir, e em vez simpatiza com Arang, e promete encontrar o assassino e vingar sua morte. Lee Sang-sa tem Baekga apreendidos e executado, e, posteriormente, o espírito Arang deixou de incomodar a cidade

## Reconhecimentos
- 2012 MBC Drama Awards: Prêmio de Melhor Casal (Lee Jun Ki e Shin Min-a)